# Список адмиралов, вице-адмиралов, контр-адмиралов ВМФ СССР (1946—1960)

## Список
| Список высшего командного состава корабельной службы ВМФ СССР содержит фамилии адмиралов, вице-адмиралов, контр-адмиралов, получивших первичное звание контр-адмирал в период с 1946 по 1960 год. | Список высшего командного состава корабельной службы ВМФ СССР содержит фамилии адмиралов, вице-адмиралов, контр-адмиралов, получивших первичное звание контр-адмирал в период с 1946 по 1960 год. | Список высшего командного состава корабельной службы ВМФ СССР содержит фамилии адмиралов, вице-адмиралов, контр-адмиралов, получивших первичное звание контр-адмирал в период с 1946 по 1960 год. | Список высшего командного состава корабельной службы ВМФ СССР содержит фамилии адмиралов, вице-адмиралов, контр-адмиралов, получивших первичное звание контр-адмирал в период с 1946 по 1960 год. | Список высшего командного состава корабельной службы ВМФ СССР содержит фамилии адмиралов, вице-адмиралов, контр-адмиралов, получивших первичное звание контр-адмирал в период с 1946 по 1960 год. | Список высшего командного состава корабельной службы ВМФ СССР содержит фамилии адмиралов, вице-адмиралов, контр-адмиралов, получивших первичное звание контр-адмирал в период с 1946 по 1960 год. | Список высшего командного состава корабельной службы ВМФ СССР содержит фамилии адмиралов, вице-адмиралов, контр-адмиралов, получивших первичное звание контр-адмирал в период с 1946 по 1960 год. | Список высшего командного состава корабельной службы ВМФ СССР содержит фамилии адмиралов, вице-адмиралов, контр-адмиралов, получивших первичное звание контр-адмирал в период с 1946 по 1960 год. |
| Ф. И. О. | Годы жизни | Контр- адмирал | Вице- адмирал | Адмирал | Адмирал флота | Адмирал флота | Адмирал флота Советского Союза |
| --- | --- | --- | --- | --- | --- | --- | --- |
| Абашвили, Георгий Семёнович | 1910—1982 | 27.01.1951 | 08.08.1955 | — | — | — | — |
| Августинович, Михаил Петрович | 1912—1984 | 11.05.1949 | 09.05.1961 | — | — | — | — |
| Авдиенко, Афанасий Григорьевич | 1910—1995 | 18.02.1958 | — | — | — | — | — |
| Аверчук, Степан Иванович | 1915—1981 | 19.11.1956 | 07.05.1960 | — | — | — | — |
| Аистов, Анатолий Георгиевич | 1917—1996 | 25.05.1959 | — | — | — | — | — |
| Акимов, Фёдор Яковлевич | 1909—1966 | 03.11.1951 | — | — | — | — | — |
| Алексеев, Александр Степанович | 1913—1993 | 18.02.1958 | — | — | — | — | — |
| Алексеев, Владимир Николаевич | 1912—1999 | 27.01.1951 | 27.04.1962 | 06.11.1970 | — | — | — |
| Алексеев, Евгений Николаевич | 1911—1965 | 18.02.1958 | — | — | — | — | — |
| Амелько, Николай Николаевич | 1914—2007 | 31.05.1954 | 09.05.1961 | 13.04.1964 | — | — | — |
| Андреев, Василий Иванович | 1912—1994 | 31.05.1954 | — | — | — | — | — |
| Андреев, Василий Фёдорович | 1907—1996 | 27.01.1951 | — | — | — | — | — |
| Антипов, Александр Сергеевич | 1901—1980 | 27.01.1951 | — | — | — | — | — |
| Антонов, Михаил Иванович | 1907—1970 | 03.08.1953 | — | — | — | — | — |
| Арванов, Зармаир Мамиконович | 1915—1997 | 07.05.1960 | — | — | — | — | — |
| Аржавкин, Александр Фёдорович | 1909—1965 | 27.01.1951 | — | — | — | — | — |
| Артёменко, Прохор Герасимович | 1899—1988 | 27.01.1951 | — | — | — | — | — |
| Бакаев, Михаил Иванович | 1902—1962 | 11.05.1949 | — | — | — | — | — |
| Бакарджиев, Вячеслав Георгиевич | 1911—1990 | 08.08.1955 | — | — | — | — | — |
| Балакирев, Константин Михайлович | 1911—1980 | 03.11.1951 | — | — | — | — | — |
| Балев, Борис Михайлович | 1902—1973 | 11.05.1949 | — | — | — | — | — |
| Балякин, Леонид Николаевич | 1915—1981 | 07.05.1960 | — | — | — | — | — |
| Баринов, Алексей Дмитриевич | 1905—1959 | 31.05.1954 | — | — | — | — | — |
| Батырев, Алексей Александрович | 1910—1987 | 03.11.1951 | — | — | — | — | — |
| Бачков, Николай Мефодиевич | 1911—1996 | 06.04.1957 | — | — | — | — | — |
| Безпальчев, Константин Александрович | 1896—1973 | 03.08.1953 | — | — | — | — | — |
| Бекренев, Леонид Константинович | 1907—1997 | 27.01.1951 | 25.05.1959 | 25.10.1967 | — | — | — |
| Бельский, Александр Сергеевич | 1901—1980 | 27.01.1951 | — | — | — | — | — |
| Бельский, Пётр Иванович | 1899—1977 | 03.11.1951 | — | — | — | — | — |
| Беляев, Борис Павлович | 1911—1957 | 27.01.1951 | — | — | — | — | — |
| Беляев, Илья Иосифович | 1908—1982 | 27.01.1951 | — | — | — | — | — |
| Беляков, Владимир Павлович | 1915—1997 | 27.08.1957 | — | — | — | — | — |
| Бережной, Сергей Денисович | 1908—1978 | 11.05.1949 | — | — | — | — | — |
| Береснев, Иван Петрович | 1907—1989 | 25.05.1959 | — | — | — | — | — |
| Блинков, Иван Григорьевич | 1903—1984 | 18.02.1958 | — | — | — | — | — |
| Бобков, Борис Назарович | 1911—1989 | 18.02.1958 | — | — | — | — | — |
| Богданович, Абрам Михайлович | 1907—1971 | 27.01.1951 | — | — | — | — | — |
| Богословский, Александр Тимофеевич | 1908—1971 | 25.05.1959 | — | — | — | — | — |
| Богуславский, Николай Феоктистович | 1902—1993 | 11.05.1949 | — | — | — | — | — |
| Брезинский, Артемий Георгиевич | 1908—1981 | 11.05.1949 | — | — | — | — | — |
| Буданов, Фёдор Васильевич | 1903—1976 | 03.08.1953 | — | — | — | — | — |
| Булыкин, Филипп Фёдорович | 1902—1974 | 05.07.1946 | — | — | — | — | — |
| Бурдаков, Павел Васильевич | 1906—1981 | 27.01.1951 | — | — | — | — | — |
| Бут, Тимофей Тимофеевич | 1912—1964 | 25.05.1959 | — | — | — | — | — |
| Быков, Пётр Александрович | 1902—1980 | 27.01.1951 | — | — | — | — | — |
| Ванифатьев, Александр Герасимович | 1906—1970 | 11.05.1949 | 22.02.1963 | — | — | — | — |
| Васильев, Георгий Константинович | 1916—1994 | 27.08.1957 | 27.04.1962 | — | — | — | — |
| Васильев, Константин Николаевич | 1915—2000 | 25.05.1959 | 15.12.1972 | — | — | — | — |
| Величко, Иван Иванович | 1905—1951 | 27.01.1951 | — | — | — | — | — |
| Визиров, Николай Петрович | 1913—1976 | 25.05.1959 | — | — | — | — | — |
| Виноградов, Александр Дмитриевич | 1905—1964 | 27.01.1951 | — | — | — | — | — |
| Винокуров, Николай Васильевич | 1910—1980 | 18.02.1958 | — | — | — | — | — |
| Волков, Алексей Васильевич | 1905—1962 | 27.01.1951 | 08.08.1955 | — | — | — | — |
| Волков, Вениамин Иванович | 1912—2000 | 18.02.1958 | — | — | — | — | — |
| Ворков, Сергей Степанович | 1911—1987 | 03.08.1953 | — | — | — | — | — |
| Вощинин, Александр Николаевич | 1914—1986 | 18.02.1958 | 19.02.1968 | — | — | — | — |
| Галицкий, Анатолий Александрович | 1912—1984 | 08.08.1955 07.05.1960 | — | — | — | — | — |
| Галкин, Пётр Васильевич | 1917—1989 | 25.05.1959 | — | — | — | — | — |
| Гвоздецкий, Антон Иванович | 1909—1961 | 03.11.1951 | — | — | — | — | — |
| Головачёв, Владимир Иванович | 1913—1955 | 03.08.1953 | — | — | — | — | — |
| Головко, Сергей Григорьевич | 1914—1982 | 31.05.1954 | — | — | — | — | — |
| Гончар, Николай Федотович | 1914—1981 | 25.05.1959 | — | — | — | — | — |
| Гончар, Пантелеймон Максимович | 1913—1961 | 03.11.1951 | — | — | — | — | — |
| Горовой, Иван Яковлевич | 1904—1968 | 18.02.1958 | — | — | — | — | — |
| Городничий, Леонид Иванович | 1911—1985 | 18.02.1958 | — | — | — | — | — |
| Горожанин, Анатолий Андреевич | 1903—1969 | 27.01.1951 | — | — | — | — | — |
| Горожанкин, Александр Васильевич | 1914—1991 | 18.02.1958 | — | — | — | — | — |
| Гришанов, Василий Максимович | 1911—1994 | 27.01.1951 | 18.02.1958 | 13.04.1964 | — | — | — |
| Гришин, Фёдор Никитович | 1913—1979 | 18.02.1958 | — | — | — | — | — |
| Грищенко, Григорий Евтеевич | 1902—1962 | 18.02.1958 | — | — | — | — | — |
| Гурин, Антон Иосифович | 1910—1962 | 27.01.1951 | — | — | — | — | — |
| Гущин, Алексей Матвеевич | 1903—1977 | 05.07.1946 | — | — | — | — | — |
| Гущин, Владимир Алексеевич | 1918—1977 | 25.05.1959 | — | — | — | — | — |
| Деревянко, Константин Илларионович | 1907—1992 | 31.05.1954 | — | — | — | — | — |
| Дианов, Александр Иванович | 1902—1986 | 15.07.1957 | — | — | — | — | — |
| Дмитриев, Владимир Иванович | 1914—1986 | 18.02.1958 | — | — | — | — | — |
| Добровольский, Виктор Данилович | 1902—1987 | 03.11.1951 | — | — | — | — | — |
| Добролюбов, Кирилл Петрович | 1904—1957 | 03.11.1951 | — | — | — | — | — |
| Добрынин, Александр Семёнович | 1908—1991 | 03.11.1951 | — | — | — | — | — |
| Домнин, Семён Васильевич | 1906—1991 | 03.08.1953 | — | — | — | — | — |
| Дроздов, Владимир Александрович | 1905—1965 | 03.11.1951 | — | — | — | — | — |
| Дроздов, Николай Михайлович | 1917—1974 | 03.11.1951 | — | — | — | — | — |
| Египко, Николай Павлович | 1903—1985 | 31.05.1954 | 22.02.1963 | — | — | — | — |
| Егоричев, Иван Алексеевич | 1902—1989 | 27.01.1951 | — | — | — | — | — |
| Егоров, Георгий Михайлович | 1918—2008 | 07.05.1960 | 16.06.1965 | 20.05.1971 | — | 05.11.1973 | — |
| Егоров, Николай Ефимович | 1911—1999 | 25.05.1959 | — | — | — | — | — |
| Егоров, Сергей Григорьевич | 1920—1999 | 07.05.1960 | — | — | — | — | — |
| Емельянов, Леонид Андреевич | 1907—1987 | 11.05.1949 | — | — | — | — | — |
| Еремеев, Захарий Владимирович | 1913—1976 | 18.02.1958 | — | — | — | — | — |
| Ерещенко, Виктор Алексеевич | 1911—1970 | 03.08.1953 | — | — | — | — | — |
| Ерошенко, Василий Николаевич | 1907—1972 | 31.05.1954 | — | — | — | — | — |
| Жданов, Алексей Степанович | 1902—1973 | 03.11.1951 | — | — | — | — | — |
| Жиров, Фёдор Васильевич | 1911—1972 | 31.05.1954 | — | — | — | — | — |
| Жмакин, Дмитрий Георгиевич | 1904—1974 | 27.01.1951 | — | — | — | — | — |
| Жуков, Евгений Николаевич | 1904—1963 | 03.11.1951 | — | — | — | — | — |
| Жуковский, Оскар Соломонович | 1906—1998 | 11.07.1957 | — | — | — | — | — |
| Загребин, Анатолий Васильевич | 1910—1994 | 31.05.1954 | — | — | — | — | — |
| Зарембо, Николай Петрович | 1901—1967 | 11.05.1949 | — | — | — | — | — |
| Захаров, Михаил Николаевич | 1912—1978 | 03.11.1951 | 07.05.1960 | 25.10.1967 | — | — | — |
| Захаров, Семён Егорович | 1906—1986 | 13.02.1956 | 07.05.1960 | 27.01.1951 07.05.1966 | — | — | — |
| Збрицкий, Евгений Павлович | 1913—1985 | 03.11.1951 | 25.10.1967 | — | — | — | — |
| Зибирев, Алексей Сергеевич | 1903—1990 | 18.02.1958 | — | — | — | — | — |
| Золин, Иван Иванович | 1905—1978 | 18.02.1958 | — | — | — | — | — |
| Зубенко, Иван Трифонович | 1907—1974 | 27.01.1951 | — | — | — | — | — |
| Зубков, Александр Илларионович | 1902—1978 | 11.05.1949 | — | — | — | — | — |
| Зюзин, Сергей Дмитриевич | 1911—1994 | 03.08.1953 | — | — | — | — | — |
| Иванов, Алексей Петрович | 1908—1977 | 03.11.1951 | — | — | — | — | — |
| Иванов, Владимир Никифорович | 1906—1971 | 11.05.1949 | 26.11.1956 | — | — | — | — |
| Иванов, Георгий Семёнович | 1909—1993 | 27.01.1951 | — | — | — | — | — |
| Иванов, Иван Григорьевич | 1902—1957 | 03.11.1951 | — | — | — | — | — |
| Иванов, Михаил Герасимович | 1908—1995 | 11.05.1949 | — | — | — | — | — |
| Иванов, Николай Григорьевич | 1916—1991 | 25.05.1959 | — | — | — | — | — |
| Игнатьев, Дмитрий Константинович | 1903—1981 | 11.05.1949 | — | — | — | — | — |
| Изачик, Николай Георгиевич | 1901—1997 | 11.05.1949 | — | — | — | — | — |
| Измайлов, Фёдор Дмитриевич | 1913—1987 | 18.02.1958 | — | — | — | — | — |
| Изопольский, Владимир Владимирович | 1914—1981 | 18.02.1958 | — | — | — | — | — |
| Ипатов, Павел Алексеевич | 1906—1953 | 11.05.1949 | — | — | — | — | — |
| Калачёв, Борис Терентьевич | 1903—1976 | 27.01.1951 | — | — | — | — | — |
| Калужский, Андрей Гаврилович | 1909—1963 | 03.08.1953 | — | — | — | — | — |
| Капанадзе, Сеид Аввакумович | 1900—1956 | 03.11.1951 | — | — | — | — | — |
| Капралов, Михаил Васильевич | 1910—1976 | 11.05.1949 | — | — | — | — | — |
| Караваев, Александр Тимофеевич | 1906—1980 | 27.01.1951 | — | — | — | — | — |
| Каратаев, Борис Васильевич | 1903—1990 | 11.05.1949 | — | — | — | — | — |
| Карпенко, Фёдор Ильич | 1914—1983 | 03.08.1953 | — | — | — | — | — |
| Катков, Алексей Иванович | 1902—1995 | 27.01.1951 | — | — | — | — | — |
| Кведло, Станислав Иванович | 1914—1980 | 18.02.1958 | — | — | — | — | — |
| Киселёв, Сергей Васильевич | 1907—1980 | 27.01.1951 | — | — | — | — | — |
| Клевенский, Михаил Сергеевич | 1904—1954 | 03.11.1951 | — | — | — | — | — |
| Ковель, Юрий Петрович | 1912—1989 | 03.11.1951 | 25.10.1967 | — | — | — | — |
| Козлов, Евгений Андрианович | 1907—1985 | 27.01.1951 | — | — | — | — | — |
| Колесник, Павел Степанович | 1916—1977 | 27.08.1957 | — | — | — | — | — |
| Колчин, Евгений Семёнович | 1904—1973 | 15.07.1957 | — | — | — | — | — |
| Комаров, Алексей Андреевич | 1912—1974 | 15.07.1957 | — | — | — | — | — |
| Комаров, Арсений Васильевич | 1907—2002 | 27.01.1951 | 26.11.1956 | — | — | — | — |
| Коновалов, Гавриил Акимович | 1905—1987 | 11.05.1949 | — | — | — | — | — |
| Копнов, Лаврентий Егорович | 1909—2000 | 18.02.1958 | — | — | — | — | — |
| Кострицкий, Сергей Петрович | 1910—1982 | 03.08.1953 | — | — | — | — | — |
| Костыгов, Борис Дмитриевич | 1909—1983 | 03.11.1951 | 18.02.1958 | — | — | — | — |
| Котов, Василий Фёдорович | 1904—1986 | 11.05.1949 | 26.11.1956 | — | — | — | — |
| Котов, Сергей Николаевич | 1912—1999 | 25.05.1959 | — | — | — | — | — |
| Кочегаров, Фёдор Иванович | 1914—1978 | 18.02.1958 | — | — | — | — | — |
| Кошкарёв, Николай Васильевич | 1912—1986 | 08.08.1955 | — | — | — | — | — |
| Крученых, Аркадий Васильевич | 1906—1989 | 11.05.1949 | — | — | — | — | — |
| Куваев, Сергей Иванович | 1912—1991 | 25.05.1959 | — | — | — | — | — |
| Куделя, Андрей Сергеевич | 1905—1981 | 27.01.1951 | — | — | — | — | — |
| Кудрявцев, Анатолий Петрович | 1910—1981 | 27.01.1951 | — | — | — | — | — |
| Кудряшов, Геннадий Трофимович | 1917—1966 | 27.08.1957 | — | — | — | — | — |
| Кузнецов, Иосиф Матвеевич | 1915—2009 | 25.05.1959 | 25.10.1967 | — | — | — | — |
| Кузьмин, Александр Васильевич | 1909—1965 | 11.05.1949 | 09.05.1961 | — | — | — | — |
| Кулагин, Александр Фёдорович | 1908—1990 | 18.02.1958 | — | — | — | — | — |
| Куликов, Михаил Дмитриевич | 1906—1987 | 11.05.1949 | — | — | — | — | — |
| Кутай, Дмитрий Львович | 1911—1984 | 18.02.1958 | 13.04.1964 | — | — | — | — |
| Кучер, Аркадий Терентьевич | 1911—1991 | 25.05.1959 | 21.02.1969 | — | — | — | — |
| Кучеренко, Иван Фомич | 1908—1959 | 03.08.1953 | — | — | — | — | — |
| Лабудин, Александр Петрович | 1907—1988 | 08.08.1955 | — | — | — | — | — |
| Ламм, Борис Николаевич | 1913—1997 | 03.11.1951 | — | — | — | — | — |
| Лежава, Владимир Нестерович | 1901—1968 | 27.01.1951 | — | — | — | — | — |
| Леонов, Иван Степанович | 1906—1968 | 11.05.1949 | — | — | — | — | — |
| Леут, Леонид Григорьевич | 1909—1976 | 18.02.1958 | — | — | — | — | — |
| Лизарский, Валентин Александрович | 1912—1988 | 25.05.1959 | 29.04.1970 | — | — | — | — |
| Лисютин, Виктор Сергеевич | 1912—1992 | 31.05.1954 | 07.05.1966 | — | — | — | — |
| Лобов, Семён Михайлович | 1913—1977 | 31.05.1954 | 25.05.1959 | 16.06.1965 | — | 28.07.1970 | — |
| Лозовский, Василий Михайлович | 1917—1981 | 18.02.1958 | — | — | — | — | — |
| Лопатинский, Виктор Васильевич | 1917—1985 | 18.02.1958 | — | — | — | — | — |
| Лунин, Николай Александрович | 1907—1970 | 18.02.1958 | — | — | — | — | — |
| Луцкий, Николай Львович | 1903—1980 | 27.01.1951 | — | — | — | — | — |
| Лялько, Степан Максимович | 1904—1976 | 11.05.1949 | — | — | — | — | — |
| Макаренков, Григорий Филиппович | 1915—2001 | 18.02.1958 | — | — | — | — | — |
| Максименков, Иван Георгиевич | 1915—2000 | 18.02.1958 | — | — | — | — | — |
| Максимов, Пётр Георгиевич | 1902—1971 | 31.05.1954 | — | — | — | — | — |
| Максюта, Юрий Иванович | 1918—1990 | 07.05.1960 | — | — | — | — | — |
| Марковский, Владимир Иванович | 1913—1986 | 27.08.1957 | — | — | — | — | — |
| Матвеев, Анатолий Лаврентьевич | 1908—1999 | 03.11.1951 | — | — | — | — | — |
| Матвеев, Василий Иванович | 1912—1997 | 18.02.1958 | — | — | — | — | — |
| Мачинский, Олег Макарович | 1918—1980 | 18.02.1958 | — | — | — | — | — |
| Медведев, Леонид Васильевич | 1909—1973 | 27.01.1951 | — | — | — | — | — |
| Мельников, Константин Степанович | 1909—1954 | 31.05.1954 | — | — | — | — | — |
| Мельников, Пантелеймон Александрович | 1909—1980 | 27.01.1951 | 08.08.1955 | — | — | — | — |
| Местников, Александр Александрович | 1908—1972 | 03.11.1951 | — | — | — | — | — |
| Миненко, Никифор Георгиевич | 1914—2007 | 25.05.1959 | — | — | — | — | — |
| Могильный, Дмитрий Семёнович | 1898—1962 | 27.01.1951 | — | — | — | — | — |
| Мордвинов, Иван Иванович | 1908—1992 | 25.05.1959 | — | — | — | — | — |
| Морозов, Николай Иванович | 1904—1965 | 03.11.1951 | — | — | — | — | — |
| Морозовский, Николай Григорьевич | 1904—1967 | 03.11.1951 | — | — | — | — | — |
| Навроцкий, Григорий Мануилович | 1902—1971 | 11.05.1949 | — | — | — | — | — |
| Нарыков, Василий Максимович | 1904—1961 | 03.11.1951 | — | — | — | — | — |
| Негода, Григорий Пудович | 1906—1973 | 27.01.1951 | — | — | — | — | — |
| Нестеров, Илья Михайлович | 1909—1985 | 11.05.1949 | — | — | — | — | — |
| Никитин, Борис Викторович | 1906—1981 | 11.05.1949 | — | — | — | — | — |
| Никитин, Владимир Иванович | 1908—1991 | 03.08.1953 | — | — | — | — | — |
| Никольский, Николай Иванович | 1913—2005 | 03.08.1953 27.04.1962 | — | — | — | — | — |
| Новиков, Николай Дмитриевич | 1908—1980 | 03.11.1951 | — | — | — | — | — |
| Носков, Анатолий Кузьмич | 1915—1999 | 25.05.1959 | — | — | — | — | — |
| Обидин, Виталий Иванович | 1905—1981 | 18.02.1958 | — | — | — | — | — |
| Огурешников, Николай Александрович | 1903—1958 | 27.01.1951 | — | — | — | — | — |
| Олейник, Григорий Григорьевич | 1910—1982 | 11.05.1949 | 25.05.1959 | 29.04.1970 | — | — | — |
| Орёл, Александр Евстафьевич | 1908—1997 | 27.01.1951 | 18.02.1958 | 13.04.1964 | — | — | — |
| Орлов, Василий Иванович | 1905—1979 | 27.01.1951 | — | — | — | — | — |
| Осико, Василий Николаевич | 1905—1969 | 27.01.1951 | — | — | — | — | — |
| Осипов, Михаил Ильич | 1910—1978 | 18.02.1958 | — | — | — | — | — |
| Осипов, Сергей Александрович | 1912—1976 | 31.05.1954 | — | — | — | — | — |
| Осовский, Николай Александрович | 1914—1988 | 25.05.1959 | — | — | — | — | — |
| Павлов, Аким Захарович | 1910—1993 | 03.11.1951 | — | — | — | — | — |
| Павлов, Фёдор Фёдорович | 1906—1963 | 11.05.1949 | — | — | — | — | — |
| Пантелеев, Лев Николаевич | 1910—1980 | 27.01.1951 | 18.02.1958 | — | — | — | — |
| Папылев, Иван Иванович | 1911—1975 | 07.05.1960 | — | — | — | — | — |
| Парамошкин, Павел Иванович | 1914—1988 | 03.08.1953 | 19.02.1968 | — | — | — | — |
| Парийский, Георгий Васильевич | 1904—1974 | 27.01.1951 | — | — | — | — | — |
| Пархоменко, Виктор Александрович | 1905—1997 | 11.05.1949 08.12.1955 | 03.08.1953 23.01.1960 | — | — | — | — |
| Пасхин, Александр Алексеевич | 1915—1998 | 25.05.1959 | — | — | — | — | — |
| Пахомов, Иван Иванович | 1914—1975 | 31.05.1954 | — | — | — | — | — |
| Пашенцев, Ростислав Тихонович | 1913—1962 | 18.02.1958 | — | — | — | — | — |
| Пащенко, Пётр Аникеевич | 1906—1975 | 27.01.1951 | — | — | — | — | — |
| Перфилов, Александр Николаевич | 1904—1981 | 11.05.1949 | — | — | — | — | — |
| Петелин, Александр Иванович | 1913—1987 | 07.05.1960 | 07.05.1966 | — | — | — | — |
| Петренко, Павел Николаевич | 1904—1991 | 08.08.1955 | — | — | — | — | — |
| Петрищев, Николай Андреевич | 1908—1966 | 11.05.1949 | — | — | — | — | — |
| Петров, Борис Фёдорович | 1914—1984 | 31.05.1954 | 25.10.1967 | — | — | — | — |
| Петров, Иван Семёнович | 1905—1968 | 27.01.1951 | — | — | — | — | — |
| Петросьян, Мигран Карапетович | 1909—1960 | 25.05.1959 | — | — | — | — | — |
| Пилиповский, Григорий Ефимович | 1904—1982 | 18.02.1958 | — | — | — | — | — |
| Пильщиков, Василий Дмитриевич | 1917—1991 | 07.05.1960 | — | — | — | — | — |
| Питерский, Николай Алексеевич | 1905—1971 | 11.05.1949 | — | — | — | — | — |
| Плотников, Пётр Прокофьевич | 1911—1994 | 31.05.1954 | 22.02.1963 | — | — | — | — |
| Поликарпов, Иван Алексеевич | 1910—1990 | 03.08.1953 | 07.05.1960 | — | — | — | — |
| Почупайло, Яков Гурьевич | 1908—1992 | 11.05.1949 | 25.05.1959 | 29.04.1970 | — | — | — |
| Прокофьев, Владимир Матвеевич | 1912—1986 | 07.05.1960 | — | — | — | — | — |
| Проценко, Виктор Трофимович | 1911—1992 | 11.05.1949 | — | — | — | — | — |
| Пышкин, Анатолий Яковлевич | 1907—1974 | 27.01.1951 | — | — | — | — | — |
| Рассохо, Анатолий Иванович | 1914—2003 | 03.11.1951 | 07.05.1960 | 15.12.1972 | — | — | — |
| Резниченко, Яков Терентьевич | 1914—1969 | 15.07.1957 | 22.05.1968 | — | — | — | — |
| Родионов, Анатолий Иванович | 1908—1980 | 11.05.1949 | — | — | — | — | — |
| Роздобудько, Пётр Макарович | 1902—1964 | 31.05.1954 | — | — | — | — | — |
| Романов, Михаил Фёдорович | 1905—1951 | 11.05.1949 | — | — | — | — | — |
| Романовский, Валентин Николаевич | 1906—1973 | 31.05.1954 | — | — | — | — | — |
| Романовский, Юлиан Антонович | 1907—1958 | 08.08.1955 | — | — | — | — | — |
| Романцов, Евгений Дмитриевич | 1911—1963 | 27.01.1951 | — | — | — | — | — |
| Роминов, Михаил Васильевич | 1910 — 2008 | 31.05.1954 | — | — | — | — | — |
| Рудаков, Олимпий Иванович | 1913—1974 | 03.08.1953 | — | — | — | — | — |
| Румянцев, Борис Владимирович | 1909—1995 | 18.02.1958 | — | — | — | — | — |
| Савельев, Фёдор Иванович | 1921—1996 | 18.02.1958 | 25.10.1967 | — | — | — | — |
| Савич-Демянюк, Василий Иванович | 1907—1984 | 03.11.1951 | — | — | — | — | — |
| Сагоян, Артавазд Арамович | 1904—1971 | 27.01.1951 | — | — | — | — | — |
| Сёмин, Владимир Иванович | 1905—1976 | 03.11.1951 | — | — | — | — | — |
| Сергеев, Николай Дмитриевич | 1909—1999 | 11.05.1949 | 18.02.1958 | 16.06.1965 | — | 29.04.1970 | — |
| Серебренников, Леонид Васильевич | 1902—1965 | 11.05.1949 | — | — | — | — | — |
| Сизов, Фёдор Яковлевич | 1911—1977 | 25.05.1959 | 16.06.1965 | 20.05.1971 | — | — | — |
| Силаев, Иван Васильевич | 1914—1960 | 03.11.1951 | — | — | — | — | — |
| Симонов, Евгений Максимович | 1907—1982 | 27.01.1951 | 18.02.1958 | — | — | — | — |
| Синецкий, Пётр Владимирович | 1915—1985 | 27.08.1957 | 07.05.1966 | — | — | — | — |
| Сиротинский, Сергей Сергеевич | 1911—1989 | 03.11.1951 | — | — | — | — | — |
| Скородумов, Леонид Александрович | 1907—1983 | 27.01.1951 | 09.05.1961 | — | — | — | — |
| Скосырев, Николай Васильевич | 1910—1985 | 25.05.1959 | — | — | — | — | — |
| Скутский, Павел Арсентьевич | 1905—1982 | 31.05.1954 | — | — | — | — | — |
| Сливин, Евгений Макарович | 1912—1995 | 18.02.1958 | — | — | — | — | — |
| Слизкой, Григорий Николаевич | 1904—1976 | 11.05.1949 | — | — | — | — | — |
| Смирнов, Иван Иванович | 1909—1982 | 18.02.1958 | — | — | — | — | — |
| Смирнов, Николай Иванович | 1917—1992 | 18.02.1958 | 13.04.1964 | 29.04.1970 | — | 05.11.1973 | — |
| Смирнов, Фёдор Алексеевич | 1911—1979 | 07.05.1960 | — | — | — | — | — |
| Соболев, Николай Михайлович | 1914—2006 | 07.05.1960 | — | — | — | — | — |
| Соколов, Пётр Афанасьевич | 1915—1992 | 07.05.1960 | — | — | — | — | — |
| Соловьёв, Валентин Васильевич | 1911—1991 | 25.05.1959 | — | — | — | — | — |
| Соловьёв, Виктор Ильич | 1916—1992 | 25.05.1959 | 25.04.1975 | — | — | — | — |
| Солодунов, Александр Викторович | 1902—1956 | 11.05.1949 | — | — | — | — | — |
| Солоухин, Сергей Дмитриевич | 1905—1989 | 11.05.1949 | — | — | — | — | — |
| Сталбо, Казимир Андреевич | 1912—1995 | 31.05.1954 | 14.02.1977 | — | — | — | — |
| Стешенко, Василий Константинович | 1915—1992 | 07.05.1960 | — | — | — | — | — |
| Субботин, Григорий Афанасьевич | 1908—1981 | 03.11.1951 | — | — | — | — | — |
| Сурабеков, Валериан Иосифович | 1904—1986 | 11.05.1949 | 27.04.1962 | — | — | — | — |
| Сутягин, Борис Васильевич | 1910—1998 | 03.08.1953 | 09.05.1961 | — | — | — | — |
| Сухиашвили, Константин Давидович | 1902—1955 | 27.01.1951 | — | — | — | — | — |
| Сухомлинов, Павел Денисович | 1912—1987 | 03.11.1951 | — | — | — | — | — |
| Сысоев, Виктор Сергеевич | 1915—1994 | 18.02.1958 | 19.02.1968 | 06.11.1970 | — | — | — |
| Сычёв, Вениамин Андреевич | 1914—1989 | 31.05.1954 | 09.05.1961 | — | — | — | — |
| Тимченко, Георгий Павлович | 1912—1991 | 03.08.1953 | — | — | — | — | — |
| Тишкин, Николай Венедиктович | 1907—1981 | 27.01.1951 | — | — | — | — | — |
| Ткаченко, Михаил Павлович | 1898—1958 | 27.01.1951 | — | — | — | — | — |
| Толстолуцкий, Григорий Григорьевич | 1914—2006 | 08.08.1955 | 22.02.1963 | — | — | — | — |
| Томский, Михаил Гаврилович | 1911—1989 | 03.08.1953 | 07.05.1966 | — | — | — | — |
| Тюняев, Алексей Николаевич | 1916—1983 | 27.08.1957 | — | — | — | — | — |
| Уваров, Пётр Васильевич | 1910—1979 | 27.01.1951 | 08.08.1955 | — | — | — | — |
| Ураган, Александр Автономович | 1911—1992 | 03.08.1953 | — | — | — | — | — |
| Успенский, Николай Алексеевич | 1909—1982 | 31.05.1954 | — | — | — | — | — |
| Устинов, Максим Тимофеевич | 1907—1985 | 08.08.1955 | — | — | — | — | — |
| Фатигаров, Александр Семёнович | 1905—1955 | 11.05.1949 | — | — | — | — | — |
| Фёдоров, Александр Дмитриевич | 1910—1984 | 03.11.1951 | — | — | — | — | — |
| Фёдоров, Василий Панфилович | 1914—1990 | 18.02.1958 | — | — | — | — | — |
| Филатов, Иван Митрофанович | 1903—1979 | 27.01.1951 | — | — | — | — | — |
| Филимонов, Александр Семёнович | 1911—1995 | 18.02.1958 | — | — | — | — | — |
| Филипповский, Александр Александрович | 1905—1966 | 27.01.1951 | — | — | — | — | — |
| Хабаров, Степан Дмитриевич | 1907—2001 | 18.02.1958 | — | — | — | — | — |
| Хворостянов, Илья Алексеевич | 1914—1988 | 07.05.1960 | 25.10.1967 | — | — | — | — |
| Хижняк, Фёдор Калинович | 1906—1965 | 27.01.1951 | — | — | — | — | — |
| Хияйнен, Лев Петрович | 1910—1999 | 31.05.1954 | — | — | — | — | — |
| Хомич, Борис Михайлович | 1905—1992 | 03.11.1951 | 09.05.1961 | — | — | — | — |
| Цветко, Владимир Петрович | 1913—2006 | 18.02.1958 | — | — | — | — | — |
| Цизаревич, Бруно Иванович | 1909—1973 | 31.05.1954 | — | — | — | — | — |
| Цирульников, Наум Израилевич | 1910—1979 | 11.05.1949 | — | — | — | — | — |
| Цыбульский, Александр Иосифович | 1910—1971 | 18.02.1958 | — | — | — | — | — |
| Чалый, Василий Филиппович | 1911—1979 | 27.01.1951 | 18.02.1958 | — | — | — | — |
| Чекуров, Валентин Андреевич | 1906—1997 | 11.05.1949 | 08.08.1955 | — | — | — | — |
| Чернобай, Григорий Корнеевич | 1915—1995 | 06.04.1957 | 22.02.1963 | — | — | — | — |
| Чёрный, Владимир Филиппович | 1903—1981 | 03.11.1951 | — | — | — | — | — |
| Чернышёв, Фёдор Иванович | 1902—1977 | 27.01.1951 | — | — | — | — | — |
| Чеченков, Виктор Титович | 1906—1995 | 03.11.1951 | — | — | — | — | — |
| Чижевский, Борис Александрович | 1906—1987 | 18.02.1958 | — | — | — | — | — |
| Чинчарадзе, Михаил Захарович | 1904—1981 | 11.05.1949 | — | — | — | — | — |
| Чубунов, Георгий Борисович | 1901—1965 | 11.05.1949 | — | — | — | — | — |
| Чудинов, Дмитрий Иванович | 1902—1972 | 27.01.1951 | — | — | — | — | — |
| Шандабылов, Владимир Демьянович | 1913—1995 | 18.02.1958 | — | — | — | — | — |
| Шилинговский, Иван Григорьевич | 1903—1967 | 11.05.1949 | — | — | — | — | — |
| Шулаков, Евгений Георгиевич | 1906—1966 | 27.01.1951 | — | — | — | — | — |
| Щедрин, Григорий Иванович | 1912—1995 | 03.11.1951 | 08.08.1955 | — | — | — | — |
| Юдин, Андрей Афанасьевич | 1917—1999 | 27.08.1957 | — | — | — | — | — |
| Якимович, Клавдиан Николаевич | 1907—1981 | 25.05.1959 | — | — | — | — | — |
| Яковлев, Василий Данилович | 1908—1980 | 27.01.1951 | 18.02.1958 | — | — | — | — |
| Яросевич, Виктор Феликсович | 1909—2002 | 18.02.1958 | — | — | — | — | — |
| Ярош, Алексей Георгиевич | 1905—1984 | 25.05.1959 | — | — | — | — | — |
| Ярошевич, Дмитрий Климентьевич | 1911—1966 | 23.04.1957 | 27.04.1962 | — | — | — | — |
| Яхненко, Иван Амвросиевич | 1908—1994 | 31.05.1954 | — | — | — | — | — |
| Яшин, Борис Дмитриевич | 1913—1998 | 25.05.1959 | — | — | — | — | — |
| Яшков, Виталий Дмитриевич | 1907—1981 | 31.05.1954 | — | — | — | — | — |

## Хронология введения, изменения статуса (соответствия), отмены званий и вида погон (знаков различия)
- Генеральские и адмиральские звания в Красной Армии были введены 07.05.1940 указами Президиума Верховного Совета СССР «Об установлении воинских званий высшего командного состава Красной Армии» и «Об установлении воинских званий высшего командного состава Военно-Морского Флота». В соответствии с этими указами вводились воинские звания для строевого командного состава Военно-Морского Флота корабельной службы: контр-адмирал, вице-адмирал, адмирал, адмирал флота.
- Указами Президиума Верховного Совета СССР 06.01.1943 «О введении новых знаков различия для личного состава Красной Армии»[7] и от 15.02.1943 «О введении новых знаков различия для личного состава ВМФ»[8] были введены погоны.
- Указом Президиума Верховного Совета СССР от 03.05.1955 отменено введённое указом Президиума Верховного Совета СССР 07.05.1940 высшее военно-морское звание адмирал флота, а вместо него установлено воинское звание Адмирал Флота Советского Союза, соответствующее званию Маршал Советского Союза. Указом Президиума Верховного Совета СССР от 28.04.1962 «для достижения более полного соответствия между воинскими званиями и должностным положением высшего командного состава ВМФ СССР» звание адмирал флота было восстановлено.
- В ВМФ Вооруженных Сил Российской Федерации сохраняются воинские звания: контр-адмирал, вице-адмирал, адмирал, адмирал флота.